# BOPA
KOPA/BOPA eller Kommunistiske/Borgerlige Partisaner var en dansk sabotagegruppe, der opererede under den tyske besættelse af Danmark under 2. verdenskrig. I 1942 og 1943 hed gruppen KOPA (Kommunistiske Partisaner). Den blev dannet af tidligere spaniensfrivillige, men senere blev andre især studenter og maskinarbejdere optaget i gruppen, og den skiftede navn til BOPA. Grupperne havde i alt cirka 125-175 medlemmer, som udførte mere end 1.000 aktioner. 39 af gruppens medlemmer faldt.
Gruppen stod for en af besættelsens største enkeltsabotager, da den sprængte radiofabrikken Torotor i Ordrup i luften den 2. januar 1945. Men også Always, Ambi, Atlas, Burmeister & Wain, Dan, General Motors, Glud & Marstrand, Globus, Nordwerk, Neutrofon og Riffelsyndikatet blev ramt af aktioner.
BOPA udførte desuden angreb på tyske militære anlæg, og lavede også sekundære aktioner som våben- og sprængstofrøverier, befrielse af kammerater, der var arresteret, depotarbejde osv. BOPA's sabotageliste omfatter cirka 400 aktioner, næsten alle i København. Ifølge Frihedsmuseet stod BOPA bag omkring 30 likvideringer.
Bopa Plads på Østerbro i København er opkaldt efter gruppen.

## Den spæde begyndelse
Efter 9. april 1940 opstod der mange grupper, der ville bekæmpe tyskerne. Nogle havde medlemmer, der havde kæmpet i Den spanske Borgerkrig og med baggrund i det kommunistiske parti, som begyndte den aktive modstand efter Tysklands overfald på Sovjetunionen i juni 1941. Ifølge  besluttede DKP`s partiledelse i februar 1942 at gå aktivt ind i sabotageaktioner. Beslutningen blev taget i overlæge Kjems lejlighed i Hillerødgade 75. KOPA's første aktion ved toåret for besættelsen var et forsøg på at antænde godsvogne ved Østerport med halm og ammunition mislykkedes pga. vådt halm.  
Eigil Larsen, som den 10.juni 1942 var undsluppet fra Horserødlejren, fik i august af DKP illegale ledelse overdraget at organisere sabotagen i København.
De første aktioner foregik med meget enkle midler. Den omfattede bl.a. den første alvorlige sabotage mod de tyske transporter gennem Danmark, afsporingen af et tysk ammunitionstog ved Espergærde 6. november 1942. Med meget begrænset udstyr påbegyndte Eigil Larsen udarbejdelsen af en lærebog i fremstilling af brand- og sprængbomber med tidsindstilling. Bogen populært kaldt kogebogen indeholdt desuden afsnit med vejledning i illegal teknik. Den blev senere opdateret og yderligere udbredt.
Ved en aktion i december 1942 blev ca. 25 kg Aerolit taget fra Faxe Kalkbrud. Dansk politi fik imidlertid anholdt fire af sabotørerne så ca. halvdelen gik tabt på cykelturen til København. Men vejen til mere effektiv sprængstofsabotage var lagt.

## Sabotagens udvikling
I april 1943 stiftedes BOPA som en sammenslutning af illegale grupper af både borgerlig og kommunistisk observans.
Konstruktionen viste sig at være uhyre effektiv, og da BOPA ved hjælp af tyveri i efteråret 1943 havde skaffet sig store mængder sprængstof, blev det muligt at sabotere en del af Københavns store maskinfabrikker som fx: Wistoft (50 kg), Riffelsyndikatet (70 kg), B&W (120 kg), Burmeister & Wain (80 kg), Always Sydhavnen (70 kg), Nordwerk (80 kg), Globus (120 kg) og Riffelsyndikatet (400 kg). Så kom folkestrejken, og BOPA ændrede taktik og gik nu mere efter de mindre fabrikker inden for radiovirksomhed.
Selvom 1944 var et år med flere ovenfra beordrede sabotagestop, var det også det år, BOPA blev det som organisationen blev kendt for: de store velorganiserede sabotager, der forrettede skader i millionklassen. Globus den 6. juni 1944 var et regulært partisanangreb ved højlys dag med masser af deltagere og skader for næsten en million (svarende til ca. 21,8 mio. kr. i 2019). Den 22. juni blev Riffelsyndikatet ødelagt for næsten 10 millioner kroner (svarende til ca. 218 mio. kr. 2019) – den største skade under krigen ved sabotage. I en undersøgelse over kendte sabotager og skader når man frem til, at en tredjedel af alle sabotager foregik i København, men denne tredjedel tegner sig for 70 % af alle skader. Af de registrerede sabotager foregik 843 i København med en samlet skadeserstatning på 80.532.000 kr. (svarende til ca. 1,75 mia. kr. i 2019). I årene 1942-1945 gennemførte BOPA sabotager, der tegnede sig for godt halvdelen af den samlede sum, der blev udbetalt for sabotageskader.
BOPAs kampgrupper bestod i gennemsnit af 5-6 grupper à 6-7 mand. Udskiftningen var stor: de fleste var cirka 3-4 måneder i det praktiske arbejde, hvorefter de undslap til Sverige eller blev arresteret. Der har antagelig været cirka 300 mand i de egentlige kampgrupper, og af dem døde cirka 40. Langt de fleste blev henrettet eller faldt i aktion. BOPA havde et meget stort antal hjælpere, der lavede falske legitimationskort, våbentilladelser, skaffede logier og depoter. BOPA havde også sin egen våbenfabrik for Stengun-maskinpistoler og sin egen illegale sprængstofimport fra Berlin.
Af centrale personer i BOPA var Børge Houmann medstifter af organisationen og en tid "politisk leder" i denne, mens Børge Thing blev leder af BOPA i 1944 og beholdt denne rolle indtil kort efter krigens afslutning i 1945.
BOPAs stående styrker blev hjemsendt i august 1945, men selve organisationen fortsatte dog som interesseorganisation i adskillige år efter krigen.